# 朱幹隆
朱幹隆（？—？），湖南人，清朝官員。光緒元年（1875年），朱幹隆接替陳祚擔任台灣府嘉義縣知縣，掌管今嘉義縣、嘉義市、雲林縣一帶政事。同年離任。